# Curió (cap de la Cúria)
El curió (llatí: curio) era la persona que estava al capdavant de la Cúria i dirigia els afers principalment de natura religiosa. Estava assistit d'un sacerdot anomenat Flamen Curialis. Hi havia un curió per cadascuna de les trenta cúries i els curions formaven un col·legi sacerdotal dirigit per un d'ells que es titulava Curió Màxim (Curio Maximus), que era elegit als comicis curiats i tenia autoritat sobre les cúries i els curions; per ser curió s'havia de ser patrici, i no fou fins avançada la República que el càrrec fou ostentat per un plebeu, quan ja les cúries havien perdut importància (209 aC).